# Olympische Sommerspiele 2008/Teilnehmer (Fidschi)
| Gelbes Symbol für Goldmedaillen mit stilisierten Olympischen Ringen | Graues Symbol für Silbermedaillen mit stilisierten Olympischen Ringen | Braundes Symbol für Bronzemedaillen mit stilisierten Olympischen Ringen |
| ------------------------------------------------------------------- | --------------------------------------------------------------------- | ----------------------------------------------------------------------- |
| —                                                                   | —                                                                     | —                                                                       |

Fidschi hat bei den Olympischen Sommerspielen 2008 in Peking zum bislang 12. Mal an Olympischen Spielen teilgenommen. Die Flaggenträgerin bei der Olympischen Eröffnungsfeier war die Sprinterin Makelesi Bulikiobo. 6 Athleten vertraten Fidschi in 5 Disziplinen.

## Teilnehmer nach Sportarten

### Gewichtheben
- Josefa Vueti
Männer, Klasse bis 77 kg

### Judo
- Sisilia Nasiga
Frauen, Klasse bis 70 kg

### Leichtathletik
- Makelesi Bulikiobo
Frauen, 400 m
- Niko Verekauta
Männer, 400 m

### Schießen
Glen Kable qualifizierte sich als Achter des Shooting World Cup tournament in Texas für die Olympischen Spiele. Kable hatte auch schon 2004 an den Olympischen Spielen teilgenommen. 
- Glen Kable
Männer, Trap

### Schwimmen
Carl Probert rückte nach, als sich Caroline Pickering und Rachel Ah Koy vor den Olympischen Spielen verschlechterten. Probert nahm seit 1992 an allen Olympischen Spielen teil.
- Carl Probert
Männer, 100 m Freistil